# Paskov
Paskov (niem. Paskau) – miasto w powiecie Frydek-Mistek, w kraju morawsko-śląskim, w Czechach. 
Miasto położone jest na lewym (zachodnim) brzegu Ostrawicy, w regionie północnych Moraw, na północy sąsiaduje z Ostrawą, na zachodzie z Krmelínem i Bruszperkiem, na południu ze Staříčem i Žabeňem a na wschodzie z Rzepiszczem i na krótkim południowo-wschodnim odcinku z Frydkiem-Mistkiem.

## Historia
Miejscowość należy bez wątpienia obok Staříča do najstarszych miejscowości późniejszego państwa hukwaldzkiego. Prawdopodobnie już w pierwszej połowie XIII wieku osada i las Paskov należały do rodu Bludoviców. W latach 50. XIII wieku okolice zostały zakupione przez biskupa ołomunieckiego (Bruno ze Schauenburku) co dało początek biskupiego państwa hukwaldzkiego. Pierwsza wzmianka pochodzi z 1267.
W 1871 miejscowość przecięła linia kolejowa z Ostrawy do Wałaskiego Międzyrzecza (obecnie linia kolejowa nr 323). W przeszłości Paskov posiada status miasteczka. W 2011 przyznano miejscowości pełnię praw miejskich.

## Części gminy
- Paskov
- Oprechtice

## Demografia[5]
- Wraz z Oprechticami;

| Rok             | 1869 | 1880 | 1890 | 1900 | 1910 | 1921 | 1930 | 1950 | 1961 | 1970 | 1980 | 1991 | 2001 |
| --------------- | ---- | ---- | ---- | ---- | ---- | ---- | ---- | ---- | ---- | ---- | ---- | ---- | ---- |
| Liczba ludności | 1584 | 1692 | 1891 | 2172 | 2425 | 2359 | 2663 | 2509 | 2846 | 3083 | 3159 | 3400 | 3718 |

## Zabytki
- Dwór
- Park wokół dworu
- Kościół św. Wawrzyńca